# Pararge pseudomaera
Pararge pseudomaera är en fjärilsart som beskrevs av Zusanek 1925. Pararge pseudomaera ingår i släktet Pararge och familjen praktfjärilar. Inga underarter finns listade i Catalogue of Life.